# Lingo (Indexierungssystem)
Lingo ist ein System zur Indexierung deutschsprachiger Texte. Das System ist Open Source und in der Programmiersprache Ruby geschrieben. Es unterstützt verschiedene linguistische Methoden wie die Erkennung von Grundformen und Komposita, Relationierung von Synonymen und Erkennung von Mehrwortgruppen.